# Grums
Grums – miejscowość (tätort) w Szwecji, w regionie administracyjnym (län) Värmland. Siedziba władz (centralort) gminy Grums.
Miejscowość jest położona na północnym brzegu jeziora Wener w prowincji historycznej (landskap) Värmland ok. 25 km na zachód od Karlstad, przy drodze E18/E45 i linii kolejowej Norge/Vänerbanan.
W Grums znajdują się zakłady branży papierniczej Gruvöns bruk, należące od 2012 r. do koncernu BillerudKorsnäs AB i specjalizujące się głównie w produkcji tektury.
W 2010 r. Grums liczyło 5025 mieszkańców.